# Fleischmann
A Gebr. Fleischmann GmbH und Co. KG, ou simplesmente Fleischmann é uma fábrica alemã exclusivamente dedicada ao ferromodelismo. 
Depois da Märklin, da Hornby e da Roco, da PIKO a Fleischmann é a quarta maior fornecedora do ramo, com participação de 10% do mercado, representando vendas no valor de 18,2 milhões de euros em 2009.
Cerca de 20% da produção da Fleischmann é exportado. Desde 2008, a Fleischmann é uma subsidiária da "gigante" Austro-Alemã do mercado de ferromodelismo: Modelleisenbahn Holding.

## Histórico

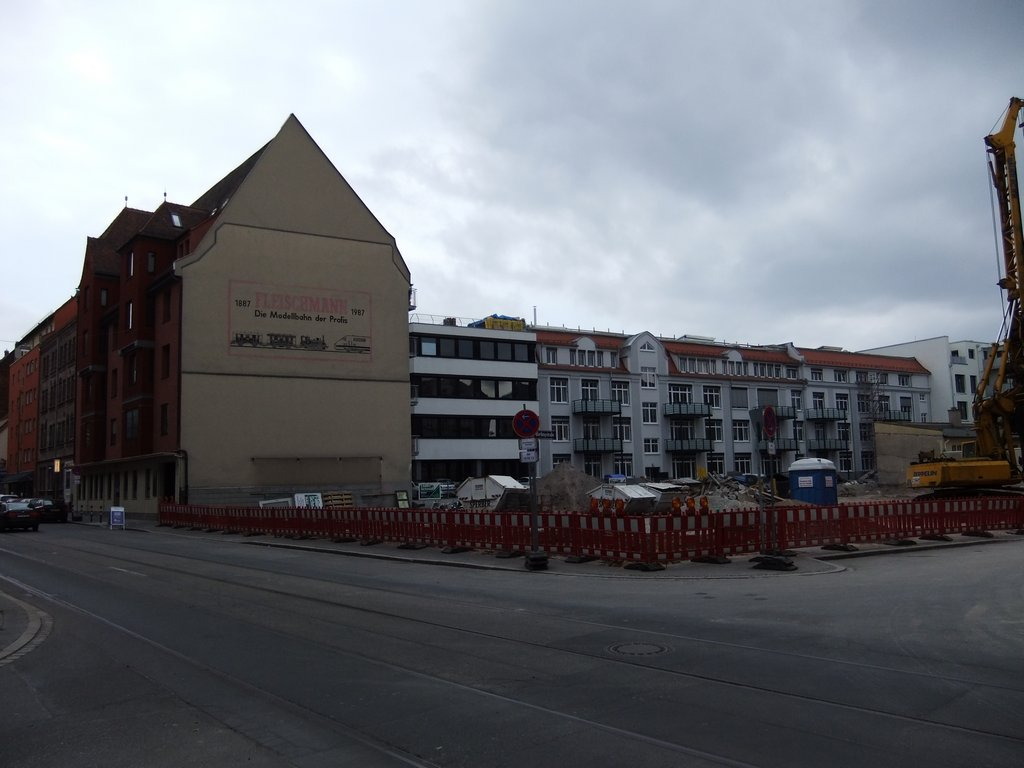
Vista do local da antiga fábrica da Fleischmann (1938-2008), construída pela Doll & Co. em Nuremberg:
- À esquerda, o prédio da administração, ainda com uma propaganda na fachada.
- À direita ao fundo, os antigos prédios da fábrica, agora convertidos em residenciais.
- À frente, no pátio novos prédios residenciais em construção.

A Fleischmann foi fundada por Jean Fleischmann em 1887 e inicialmente produzia brinquedos de estanho, como navios, aviões e animais. Em 1889 a fábrica se estabeleceu na rua Kirchenweg nº 13 do bairro de St. Johannis em Nuremberg. Em 1938, durante o processo de "arianização" imposto aos judeus, a Fleischmann adquiriu a Doll & Co. por uma fração do seu real valor de mercado, e com ela vieram as ferramentas e moldes que permitiram a entrada da Fleischmann no mercado de ferromodelismo. Primeiramente na escala O e máquinas a vapor, e a partir daí desenvolveu seus próprios modelos. A produção se estendeu até depois da guerra. Em 1949, a Fleischmann criou um modelo alimentado por apenas dois fios em corrente contínua (até então o sistema era  de três fios). Em 1952, a Fleischmann inreoduziu a escala HO em sua linha de produtos, porém com relações fora do padrão: primeiro 1:82 e mais tarde 1:85. A Fleischmann só adotou a relação padronizada de 1:87 em 1969, mesmo ano em que ela encerrou a produção de máquinas a vapor e também introduziu a linha "Piccolo" de modelos em escala N.
Na linha de pistas para carros (autoramas), as escalas adotadas até então eram: 1:24 e 1:32, mas a partir de 1970 o foco passou a ser apenas a escala 1:32. Apesar dos esforços de se adaptar ao mercado de pistas para automóveis, a Fleischmann não teve sucesso e retirou a linha de produtos "Auto-Rallye" do mercado em 1989.
No início de 2008, a Fleischmann foi adquirida pelo consórcio Austro-Alemão: Modelleisenbahn Holding, que também é a dona da competidora Roco, e realocou a sede da empresa de Nuremberg para Heilsbronn. Desde então a companhia está sendo reestruturada, sugerindo uma diminuição dos postos de trabalho (de 340 em 2007 para 180 em 2010). Uma outra redução para 130 empregados foi anunciada. A propriedade em Nuremberg foi vendida e os prédios da fábrica foram reformados para uso residencial.
Em outubro de 2012, no seu 125º aniversário, a Fleischmann comemorou também a produção mais longeva do mundo de um ferromodelo na escala HO, o que lhe valeu um registro no Livro Guinness dos Recordes.

## Galeria
- Conjunto completo de ferromodelismo fabricado pela Fleischmann na escala HO.
- A "central de controle" dupla fabricada pela Fleischmann.
- Um diorama completo incluindo paisagem e bonde fabricado pela Fleischmann.
- Modelo da locomotiva BR 011 066-8 fabricado pela Fleischmann na escala N (linha "piccolo").
- Modelo de trem a diesel fabricado pela Fleischmann na escala HO.
- Modelo da locomotiva DR-Baureihe 76 (classe T10) fabricado pela Fleischmann na escala HO (F891903).